# Apatania incerta
Apatania incerta är en nattsländeart som först beskrevs av Banks 1897.  Apatania incerta ingår i släktet Apatania och familjen Apataniidae. Inga underarter finns listade i Catalogue of Life.